# Condado de Attala (Misisipi)
El condado de Attala (en inglés: Attala County), fundado en 1833, es un condado del estado estadounidense de Misisipi. En el año 2000 tenía una población de 19.661 habitantes con una densidad poblacional de 10 personas por km². La sede del condado es Kosciusko.

## Geografía
Según la Oficina del Censo, el condado tiene un área total de 1909 km² (737,1 mi²), de la cual 1904 km² (735,1 mi²) es tierra y 5 km² (1,9 mi²) es agua.

## Demografía
En el 2000 la renta per cápita promedia del condado era de $ 24,794, y el ingreso promedio para una familia era de $30,796. El ingreso per cápita para el condado era de $13,782. En 2000 los hombres tenían un ingreso per cápita de $26,180 frente a $17,394 para las mujeres. Alrededor del 21.80% de la población estaba bajo el umbral de pobreza nacional.

## Condados adyacentes
- Condado de Montgomery (norte)
- Condado de Choctaw (noreste)
- Condado de Winston (este)
- Condado de Leake (sur)
- Condado de Madison (suroeste)
- Condado de Holmes (oeste)
- Condado de Carroll (noroeste)

## Localidades
Ciudades
- Kosciusko

Pueblos
- Ethel
- McCool
- Sallis

Áreas no incorporadas
- McAdams
- Williamsville
- Zama

## Principales carreteras
- Carretera 12
- Carretera 14
- Carretera 19
- Carretera 35
- Carretera 43
- Natchez Trace Parkway